# Thelymitra papuana
Thelymitra papuana är en orkidéart som beskrevs av Johannes Jacobus Smith. Thelymitra papuana ingår i släktet Thelymitra och familjen orkidéer. Inga underarter finns listade i Catalogue of Life.